# Портленд Тімберз
Портленд Тімберз (англ. Portland Timbers) — професіональний футбольний клуб з Портленда (США), що грає у Major League Soccer — вищому футбольному дивізіоні США і Канади. 
Клуб було засновано у 2009 році, коли місто Портленд отримало одне з місць під час розширення МЛС, і почав грати у чемпіонаті з 2011 року. Портленд Тімберз був чемпіоном МЛС у 2015 році.
Домашні матчі проводить на Провіденс Парк. 

## Здобутки
- Кубок МЛС
  - Переможець (1): 2015
- Конференція
  - Переможець Плей-оф Західної конференції (1):2015
  - Переможець Західної конференції у Регулярному сезоні (1): 2013
- Інші трофеї
  - Нагорода МЛС за чесну гру (1): 2011